# Sông Ngũ Huyện Khê
Ngũ Huyện Khê là một chi lưu của sông Đuống, nó bắt nguồn từ địa phận ranh giới giữa xã Xuân Canh và Đông Hội thuộc huyện Đông Anh, thành phố Hà Nội và chảy vào tỉnh Bắc Ninh tại phường Châu Khê, thành phố Từ Sơn. Cuối cùng, sông Ngũ Huyện Khê đổ vào sông Cầu tại phường Hoà Long, thành phố Bắc Ninh.
Sông Ngũ Huyện Khê chảy qua 5 đơn vị hành chính cấp huyện gồm: Đông Anh trên địa bàn thành phố Hà Nội; thành phố Từ Sơn, huyện Yên Phong, huyện Tiên Du và thành phố Bắc Ninh trên địa bàn tỉnh Bắc Ninh. Sông này được dùng tiêu thoát nước về mùa mưa, lấy nước phục vụ bà con nông dân sản xuất nông nghiệp về mùa khô.
Ngày nay, con sông này được ví von như sông Thị Vải – Đồng Nai vì tình trạng ô nhiễm tăng cao của nó, con sông bị "đầu độc" một cách công khai bởi hàng chục, hàng trăm cơ sở sản xuất giấy ở khu vực hạ lưu thuộc địa phận xã Phú Lâm, huyện Tiên Du và phường Phong Khê, thành phố Bắc Ninh.